# Adolfowo (powiat chodzieski)
Adolfowo – wieś w Polsce położona w województwie wielkopolskim, w powiecie chodzieskim, w gminie Margonin.
W latach 80. XIX wieku wieś zamieszkiwało 78 osób (52 ewangelików, 26 katolików. Wśród mieszkańców było 22 analfabetów).
W latach 1975–1998 miejscowość należała administracyjnie do województwa pilskiego.
Przed 2023 r. miejscowość była częścią wsi Studźce.

## Historia
Wieś założona w 1816 roku przez Ferdynanda von Zacha właściciela Strzelec, który na 319 ha wydzielił 10 gospodarstw i osiedlił na nich 38 kolonistów niemieckich (Stare Adolfowo). Obok wsi leżał majątek (przy skrzyżowaniu sześciu dróg) obejmujący z lasem i łąką 450 ha. Przy majątku istniała leśniczówka zamieniona z czasem w karczmę. Syn Ferdynanda Konstantyn von Zacha sprzedał wieś i majątek berlińczykowi Dagobertowi Fridlanderowi, który wyciął las i wydzielił kolejne gospodarstwa, między innymi przy nowo powstającej szosie Margonin - Chodzież (Nowe Adolfowo). W 1910 roku wieś liczyła 139 mieszkańców, z których tylko 15 posługiwało się językiem polskim. Niemiecka nazwa wsi Adolfsheim pochodzi od imienia brata Ferdynanda von Zachy.
W 1909 roku właściciel Pietronek hrabia Ignacy Bniński przekazał grunty pod szkołę. Dwupiętrowy budynek, w którym zaplanowano dwa mieszkania dla nauczycieli i cztery sale lekcyjne wybudowano na skraju dóbr hrabiego. Fundator chciał, aby dzieci z sąsiednich wsi Adolfowo i Studźce miały podobną drogę do szkoły jak dzieci z Pietronek.
W latach 1926–1938 powstało 8 nowych gospodarstw przy szosie Margonin - Chodzież. Od tego momentu ta część wsi zaczęła przeważać nad Starym Adolfowem.